# Видеман, Пауль Генрих
Пауль Генрих Видеман (нем. Paul Heinrich Widemann; 6 июля 1851, Хемниц — 1928, Корен-Залис) — немецкий музыкальный педагог и философ
, известный преимущественно своей принадлежностью к окружению Фридриха Ницше.
Сын юриста. Учился в Лейпцигском университете. В 1874 году порекомендовал своему земляку и ровеснику Эрнсту Шмайцнеру, открывшему собственное издательское дело, привлечь в качестве авторов Ницше и Франца Овербека. После успеха этого предприятия и личного знакомства с Овербеком отправился, вместе со своим другом Генрихом Кёзелицем, в Базель к Ницше и провёл там в постоянном общении со своим кумиром около 3 лет в 1876—1879 гг. Ницше высоко ценил Видемана и подарил ему с патетической дарственной надписью партитуру оперы Рихарда Вагнера «Нюрнбергские мейстерзингеры», полученную им ранее в дар от самого композитора. Затем вернулся в Германию, позднее некоторое время жил в Генуе, занимаясь цветоводством, после чего снова возвратился в Хемниц и работал там как музыкальный педагог (среди его учеников, в частности, музыковед Макс Унгер). Редактировал (с 1882 года) первые выпуски выпускавшегося Шмайцнером журнала Internazionale Monatsschrift. Опубликовал несколько книг философского характера, в том числе «Познание и бытие: Решение проблемы идеального и реального» (нем. Erkennen und Sein: Lösung des Problems des Idealen und Realen; 1885), в которой, однако, поставил Ницше ниже Дюринга.